# یاسین بن رحو
یاسین بن رحو (انگلیسی: Yassine Benrahou؛ زادهٔ ۲۴ ژانویهٔ ۱۹۹۹) بازیکن فوتبال اهل فرانسه است.
از باشگاه‌هایی که در آن بازی کرده‌است می‌توان به باشگاه فوتبال نیم المپیک و باشگاه فوتبال بوردو اشاره کرد.
وی همچنین در تیم‌های ملی فوتبال France national under-16 football team، زیر ۱۷ سال فرانسه، و زیر ۲۰ سال مراکش بازی کرده‌است.